# Réville
 Réville  es una población y comuna francesa, situada en la región de Baja Normandía, departamento de Mancha, en el distrito de Cherbourg-Octeville y cantón de Quettehou.

## Demografía

Evolución demográfica.

## Monumentos históricos

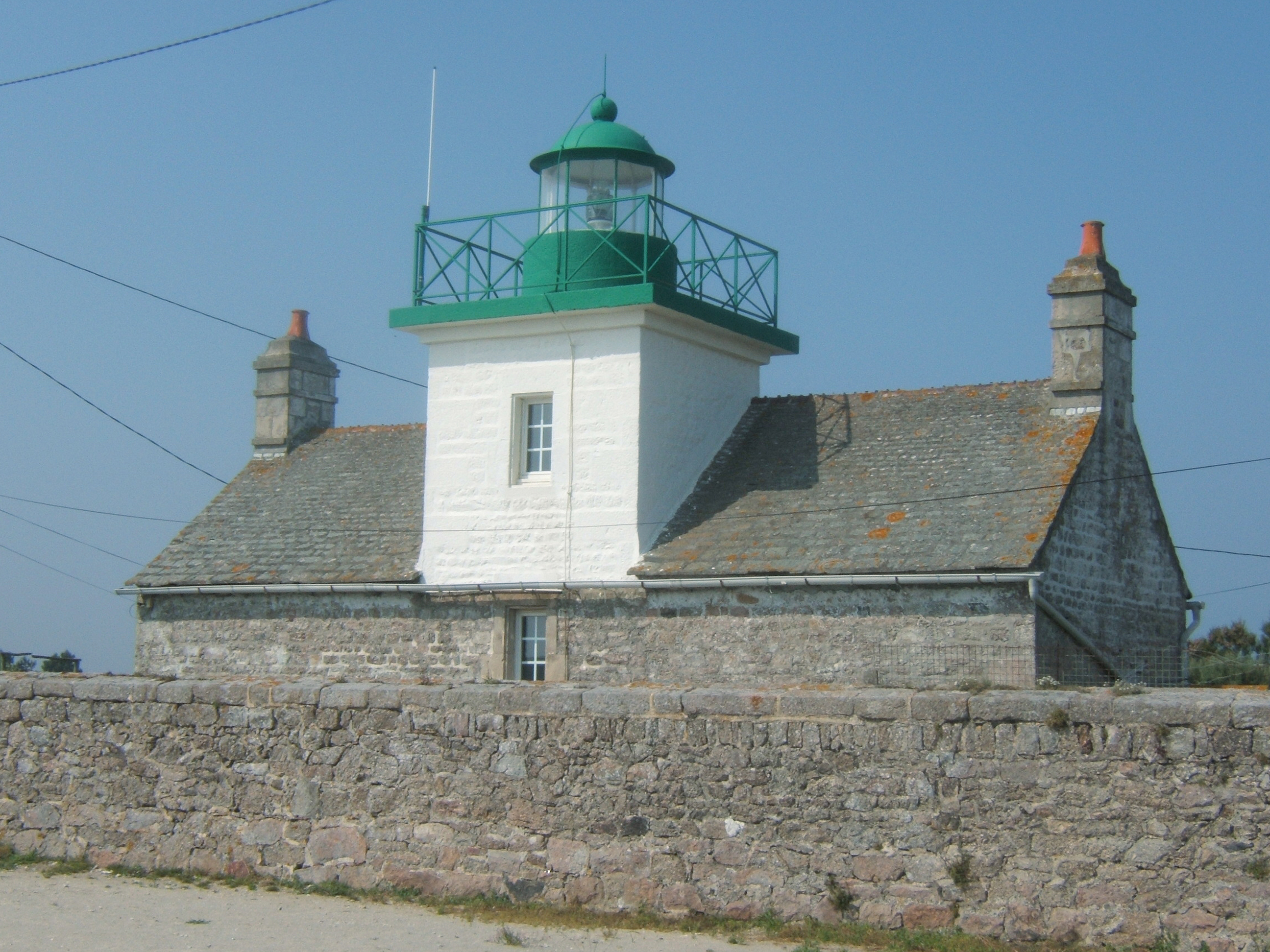
Faro.

El faro, ubicado sobre la costa en Réville, fue construido a mediados del siglo XVII y declarado monumento histórico, en 1992.